# Waldemar de Brito
Waldemar de Brito (São Paulo, 17 mei 1913 - aldaar, 21 februari 1979) was een Braziliaans voetballer. Ondanks zijn rijke voetbalcarrière als speler en international wordt hij het meest herinnerd als de ontdekker van 's werelds meest legendarische speler, Pelé.

## Biografie
Waldemar begon zijn carrière bij Syrio en maakte in 1933 de overstap naar São Paulo da Floresta, een voorloper van het huidige São Paulo. In 1933 werd hij topschutter van het Campeonato Paulista met 21 treffers. Ook in de eerste editie van het Torneio Rio-São Paulo was hij topschutter. Nadat hij voor Botafogo en het Argentijnse San Lorenzo speelde, speelde hij van 1937 tot 1939 voor Flamengo, waarmee hij in 1939 het Campeonato Carioca won.  Nadat hij opnieuw voor San Lorenzo en São Paulo uitkwam was zijn carrière grotendeels voorbij.
Hij speelde ook 18 keer voor het nationale elftal en trof even veel keer de netten. Op het WK 1934 ging Brazilië er al in de eerste ronde uit tegen Spanje. De Spaanse doelman Ricardo Zamora kon zelfs een strafschop van Waldemar redden.
Na zijn spelerscarrière werd hij scout voor de club Bauru. In 1954 merkte hij de jonge  Edson Arantes do Nascimento op en nam hem mee naar Santos en voorspelde dat hij een van de grootste voetballers ter wereld zou worden.